# Lista de nomes bíblicos começando com L
Esta é uma lista de nomes bíblicos começando com L, ou seja, uma lista contendo os nomes de personagens bíblicos, históricos ou não, cujo nome comum se inicie pela letra "L".
- Lúcifer
- Lud
- Ludim
- Lucas
- Laís

## Labão
- Labão (em hebraico: ?, "branco") é um personagem bíblico, chefe dos arameus. Marido de Adinah, Irmão de Rebeca, tio e sogro de Jacó, que casou sucessivamente com suas filhas Lia e Raquel.[1]

## Lameque
- Lameque (do hebraico לָמֶךְ / לֶמֶךְ " abaixo; pobre") é um personagem bíblico do Antigo Testamento mencionado no livro de Gênesis como o pai de Noé, filho de Matusalém.[2]

## Laodiceia
- Laodiceia foi uma cidade na região da Frígia e Lídia, localizada a cerca de 60 km (40 milhas) a leste de Éfeso.

## Lia
- Lia ou Leia (em hebraico: לֵאָה, hebraico moderno: Leʼa, hebraico tiberiano: Lēʼāh; em árabe: ليئة, transl. Lay'a), é uma personagem bíblica, filha mais velha de Labão, sobrinha de Rebeca e irmã de Raquel. É também a primeira esposa de Jacó, conforme descrito no livro bíblico de Génesis.

## Leabim
- Leabim (em hebraico: ?, "chamas, calor ardente"[3]), é filho de Mizraim, neto de cã, (Cam) e bisneto de Noé.[4]

## Levi
- Levi (em hebraico: לֵּוִי; em hebraico padrão: Levy; hebraico tiberiano: Lēwî, "união") foi, de acordo com o livro de Gênesis, o terceiro filho de Jacó e Lia, irmão de Rúben, Simeão e Judá. e o fundador da tribo dos levitas.
- Levi também é o nome pelo qual o apóstolo Mateus era conhecido antes de seu encontro com Jesus, assim como o nome de um dos ancestrais da linhagem de Jesus, entre outros personagens menores listados em diversas linhagens.

## Ló
- Ló (também conhecido por Lot, Hebraico: לוֹט, Moderno Lot Tiberiano Lôṭ ; "véu" ou "cobertura"[5]), era da linhagem de Sem, neto de Terá, filho de Harã e sobrinho de Abraão.[6]